# Nakagawa, Tochigi
Nakagawa (japanska: 那珂川町?, Nakagawa-machi) är en landskommun (köping) i Tochigi prefektur i Japan.  